# Club Patí Vilafranca
El Club Patí Vilafranca, denominado actualmente Digittecnic Vilafranca Capital del Vi por razones de patrocinio,
es un club de hockey sobre patines de la localidad barcelonesa de Villafranca del Panadés. Fue fundado en el año 1970 y actualmente milita en la OK Liga.

## Historia
El primer ascenso de categoría se produjo en 1972, cuando el club logró subir de Segunda a Primera División, pero dicho ascenso no se materializó debido a la renuncia por falta de medios económicos.
De nuevo se consigue ascender a Primera División en 1975-76, estabilizándose en la categoría y logrando tres años después (1978-79) el ascenso a la División de Honor donde solo se mantiene una temporada. El siguiente ascenso se produce en la 1987-88 y de nuevo solo está un año en máxima categoría. Tras dos temporadas en Primera División asciende de nuevo en la 1990-91 manteniéndose en la élite (salvo la temporada 1993-94) hasta la temporada 2002-03.
A partir de 2003 la alternancia entre la OK Liga y la Primera División es la tónica habitual del club (las temporadas 2003-04, 2004-05, 2006-07, 2008-09, 2010-11, 2011-12, 2012-13, 2017-18 milita en Primera División y desde la 2018-19 hasta 2021-22 con la nueva denominación de OK Liga Plata y las temporadas 2005-06, 2007-08, 2009-10, 2013-14, 2014-15, 2015-16, 2016-17 en la OK Liga).
El éxito más importante del club hasta la fecha ha sido el subcampeonato de la Copa de la CERS de la temporada 2015-16, en la que cayó derrotado ante el OC Barcelos.
Cabe destacar también las dos semifinales de la Copa de la CERS alcanzadas de forma consecutiva en las temporadas 1997-98 (perdida ante el Paço de Arcos) y 1998-99 (perdida ante el OC Barcelos).